# Michael Mayr (Eishockeyspieler)
Michael Mayr (* 20. August 1984 in Linz) ist ein ehemaliger österreichischer Eishockeyspieler, der ausschließlich für den EHC Linz in der Erste Bank Eishockey Liga aktiv war.

## Karriere
Michael Mayr begann seine Karriere als Eishockeyspieler in seiner Heimatstadt in der Nachwuchsabteilung des EHC Linz, für dessen Profimannschaft er seit der Saison 2001/02 als Stammspieler in der Österreichischen Eishockey-Liga aktiv war. Sein größter Erfolg mit den Linzern war der Gewinn des österreichischen Meistertitels in der Saison 2002/03. Zu diesem Erfolg trug er mit einer Torvorlage in 39 Spielen bei. In der Spielzeit 2011/12 errang der Verteidiger mit den Linzern einen weiteren Meistertitel.
Nach dem Ende der Saison 2013/14 beendete er seine Karriere.

## Erfolge und Auszeichnungen
- 2003 Österreichischer Meister mit dem EHC Linz
- 2012 Österreichischer Meister mit dem EHC Linz

## Karrierestatistik
(Legende zur Spielerstatistik: Sp oder GP = absolvierte Spiele; T oder G = erzielte Tore; V oder A = erzielte Assists; Pkt oder Pts = erzielte Scorerpunkte; SM oder PIM = erhaltene Strafminuten; +/− = Plus/Minus-Bilanz; PP = erzielte Überzahltore; SH = erzielte Unterzahltore; GW = erzielte Siegtore; 1 Play-downs/Relegation; Kursiv: Statistik nicht vollständig)